# Маротири
Острова́ Мароти́ри (полинез. motu Marotiri, фр. les îlots Marotiri, Îles de Bass) — группа из четырёх необитаемых вулканических островов и шести скал на юго-восточном конце архипелага Тубуаи в Тихом океане. Маротири самые южные из островов Французской Полинезии и наиболее изолированные. Географически Маротири правильно относить к островам Басс (фр. Îles de Bass, Îlots de Bass), вместе с соседним островом Рапа-Ити, так как они имеют другую геологическую историю и более позднего происхождения, чем острова архипелага Тубуаи. Этимология полинезийского названия острова неясна и до настоящего времени исследователями не описана, можно лишь предположить, что название островов является компиляцией слов праполинезийского языка: ma — префикс 'вверх', ro — 'муравьи', tiri 'бросать', то есть «муравьи выброшенные вверх», вполне возможно, что именно такую ассоциацию десять крошечных островков посреди океана вызвали у первых полинезийских рыбаков. Название «острова Басса» Маротири получили в честь английского исследователя и путешественника Джорджа Басса, Иль-де-Басс — альтернативное название островов, принятое во Франции, оно в обязательном порядке указывается вместе с основным на французских навигационных картах. Административно острова входят в состав коммуны Рапа-Ити.

## География

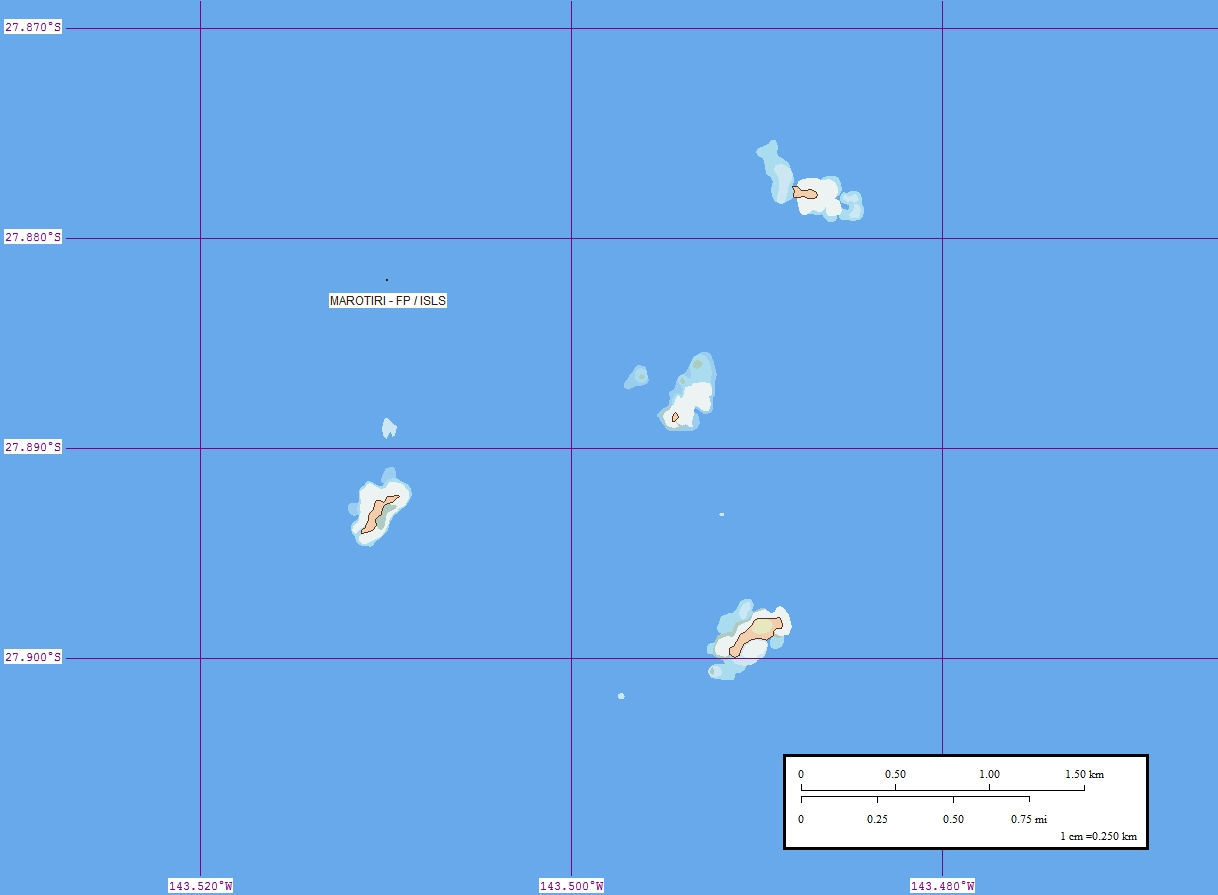
Карта островов.

Координаты островов 27° 55′ 00″ S 143° 26' 0" W. Ближайший к Маротири населённый остров — Рапа-Ити находится на расстоянии 75 км в северо-западном направлении. Острова представляют собой базальтовые скалы с крутыми склонами, практически не имеющие плоской поверхности и скудной растительностью. Четыре основных острова поднимаются из воды на высоту от ложа (платформы основания) более 100 м над уровнем океана, диаметром до 5 км, и отделены друг от друга расстоянием от 1,5 до 3 км. Шесть более мелких островов представляют собой игольчатые скалы и располагаются на уровне океана, постоянно накрываемые прибоем. Общая площадь поверхности островов составляет 43 100 м ²(0,043 км²), которая распределена между отдельными островами согласно приведенной ниже таблице.
| № | Остров                                | Площадь, м² |
| - | ------------------------------------- | ----------- |
| 1 | Северный остров (фр. îlot Nord)       | 5800        |
| 2 | Центральный остров (фр. îlot Сentral) | 1800        |
| 3 | Южный остров (фр. îlot Sud)           | 22 400      |
| 4 | Западный остров (фр. îlot Ouest)      | 13 100      |
|   | Маротири                              | 43 100      |

Южный остров является самым крупным, на нем же расположена высшая точка Маротири (не имеющая названия) — 113 м. Острова расположены в субтропической зоне, с влажным и умеренным климатом.

## Геология
Острова Маротири имеют вулканическое происхождение, их геологическая структура — нефелиновые и щелочные оливиновые базальты. Цепь островов Тубуаи является продуктом вулканической деятельности горячей точки, расположенной южнее островов Маротири в районе подводной горы Макдональд, которая является до настоящего времени действующим вулканом. Формирование этой цепи островов шло с северо-запада на юго-восток, поэтому геологически старые, эродированные острова архипелага располагаются в его северной части (Руруту, Риматара, Тубуаи) и имеют возраст ок. 12,7 млн лет, а более молодые (Рапа-Ити, Маротири) в южной, их геологический возраст составляет около 5,5-3,2 млн лет.

## Флора
Исследование флоры островов Маротири было произведено американским ученым Ф. Р. Фосбергом во время Мангареванской экспедиции 1934 г., организованной гавайским музеем Бишопа. Экспедиция носила грандиозный характер, исследователи, среди которых были: этнологи, малакологи, ботаники и энтомологи посетили 56 островов Французской Полинезии, проделав 14000 км пути и собрав бесценный научный материал. На Южный остров Маротири ученые (Ф.Фосберг, Г. Сент-Джон и Элвуд Циммерман) высадились 22 июля 1934 г. и провели на нем всего несколько часов, но и этого времени хватило, чтобы оставить ценнейшие сведения о его растительном мире. Несмотря на то, что голые скалы Маротири, на первый взгляд, вовсе лишены растительности, было выявлено, что они являются домом для довольно разнообразной флоры. Среди островной флоры Маротири обнаружены подвиды таких растений как: росичка, портулак, несколько видов паслёна, молочай, три вида папоротников, дереза, а также несколько редких видов лишайников. Обнаруженный на Маротири подвид череды (Bidens), названный в честь одного из исследователей Биденс сент-джониана (Bidens saint-johniana) является объектом пищи для насекомых островов. Растительность низкорослая, редкая и, из-за воздействия соленых океанических вод и туманов, произрастает только в верхних частях четырех крупных островов, нижние ярусы занимают известковые водоросли.

## Фауна
Наземная фауна островов Маротири представлена многочисленными насекомыми, среди которых: мокрицы, муравьи, многоножки, пауки, жуки, мухи, моли, разнообразие изопод, клещей. Энтомолог Э. Циммерман обнаружил на Маротири в 1934 году неописанного ранее жука, из семейства долгоносиков, названного впоследствии в его честь Rhyncogonus zimmermani. У кромки воды обитает множество морских желудей и хитонов. На острове гнездится много морских птиц, так как отсутствие хищников обеспечивает безопасность их потомству. Большинство обитающих на Маротири птиц принадлежат к семейству крачковых — это вид серая глупая крачка, который широко распространен во всей Французской Полинезии, Самоа, Фиджи и т. д., кроме них исследователи зафиксировали присутствие на острове двух или трех буревестников и пару белохвостых фаэтонов. Окружающие воды изобилуют многочисленными видами рыбы, жители соседнего острова Рапа-Ити несколько раз в год отправляются к Маротири на рыбную ловлю, пользуясь для доставки к месту лова, услугами кораблей французской военно-морской патрульной службы.

## История

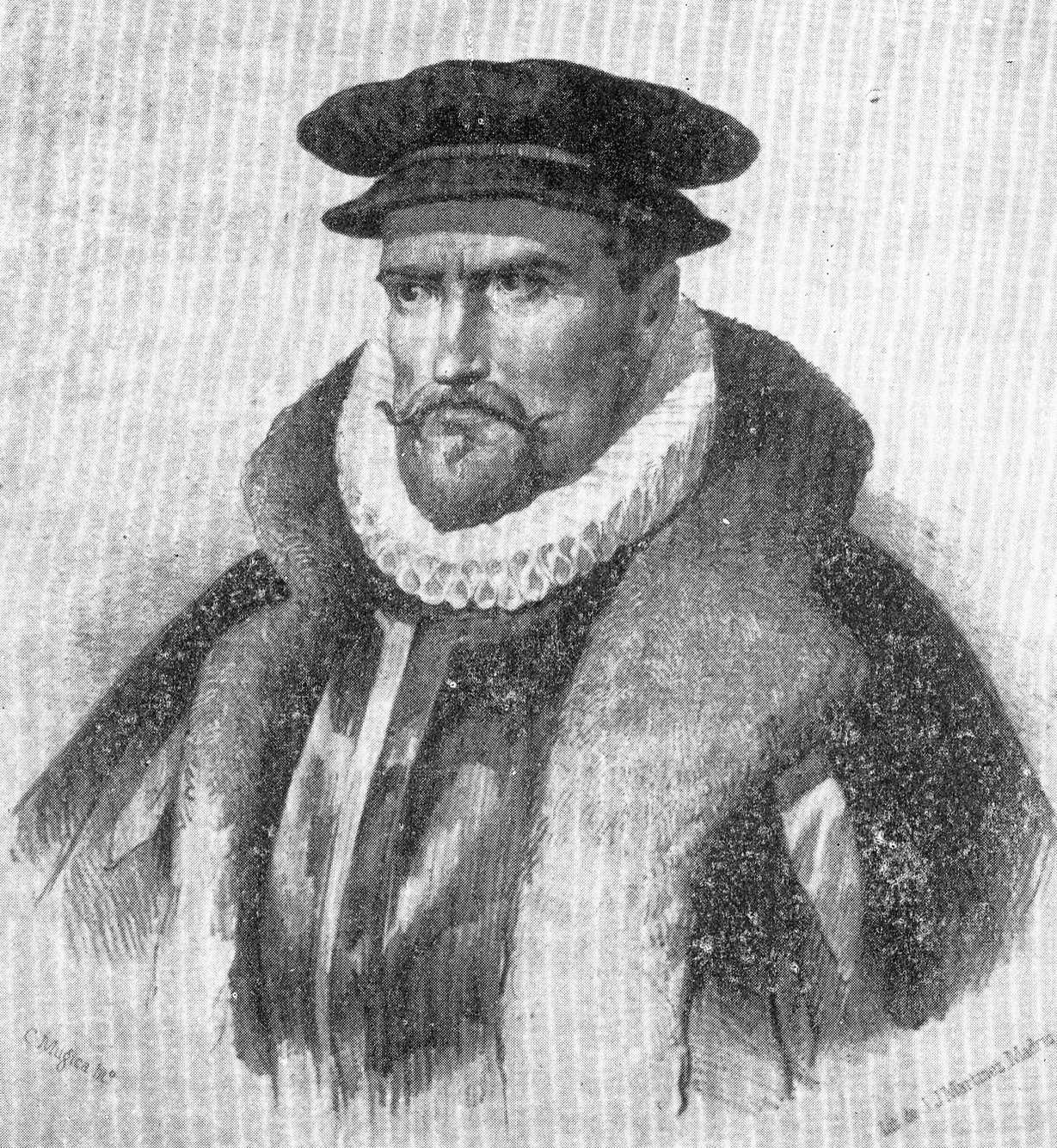
Педро Фернандес де Кирос

Острова Маротири не имеют постоянного населения, что связано с отсутствием необходимых ресурсов для выживания человека, главная причина — неимение источников пресной воды. Тем не менее, норвежской археологической экспедицией, организованной Туром Хейердалом, посетившей Маротири 17 июня 1956 г. на Южном острове обнаружены остатки шести каменных строений, вероятно возведенных полинезийцами. Назначение построек не было установлено, как и то, были ли они построены для постоянного проживания людей или для временного пребывания с целью сбора птичьих яиц и рыбалки в прибрежных водах, не был определен и возраст возведения построек. В седловине на юго-западной оконечности острова обнаружены остатки башни, размером 2,1 на 1,4 м и, более 2 м в высоту, постройка башни в самой высокой точке острова предполагает наличие функции наблюдения за акваторией островов. Предположительно, постройки возведены племенами соседнего острова Рапа-Ити для охраны промысловых районов вылова рыбы.
О европейских первооткрывателях островов нет единого мнения. Возможно, что острова открыл еще в 1606 году испанский мореплаватель Педро Фернандес де Кирос, который увидел их с борта своего корабля и назвал «четыре короны» (исп. Las Cuatro Coronadas), хотя доказать, что увиденные Киросом острова были именно Маротири невозможно, долгое время навигационные карты Европы обозначали их именно этим именем. Более подходящим кандидатом на звание первооткрывателя островов является капитан Роджер Симпсон, работавший на торговую компанию Дж. Басса и прошедший мимо островов в 1802 году по пути из Австралии на Таити, именно он дал островам имя Джорджа Басса, своего друга и патрона.